# Sabina Frederic
Sabina Andrea Frederic, née le 13 octobre 1965 à Buenos Aires, est une anthropologue social, professeure d'université et femme politique argentine. Spécialiste des domaines militaire et de la sécurité, elle est la ministre argentine de la Sécurité (en) de 2019 à 2021, au sein du cabinet du président Alberto Fernández.
Depuis 2021, elle préside la commission des Casques blancs (en).

## Biographie

### Jeunesse et carrière
Sabina Frédéric naît le 13 octobre 1965 à Buenos Aires. Elle étudie l'anthropologie à l'Université de Buenos Aires, et après avoir reçu sa licenciatura, elle obtient un doctorat en anthropologie sociale à l'Université d'Utrecht aux Pays-Bas. Elle est membre permanente du corps professoral de l'Université nationale de Quilmes (en) à partir de 2005, et chercheuse indépendante au CONICET, où elle se spécialise dans le domaine de la moralité et de l'émotion des forces militaires et de sécurité dans l'Argentine moderne,.
Sabina Frédéric est nommée sous-secrétaire à la formation au ministère de la Défense (en) en 2009, poste qu'elle occupe jusqu'en 2011. De 2012 à 2014, elle travaille comme conseillère au ministère de la Sécurité (en) au sin de l'administration de Nilda Garré.
En 2017, Sabina Frédéric rejoint le Front fédéral scientifique et universitaire, un collectif de scientifiques et d'intellectuels opposés aux coupes budgétaires et aux mesures d'austérité imposées aux universités et aux institutions scientifiques par le gouvernement du président Mauricio Macri.

### Ministre de la Sécurité

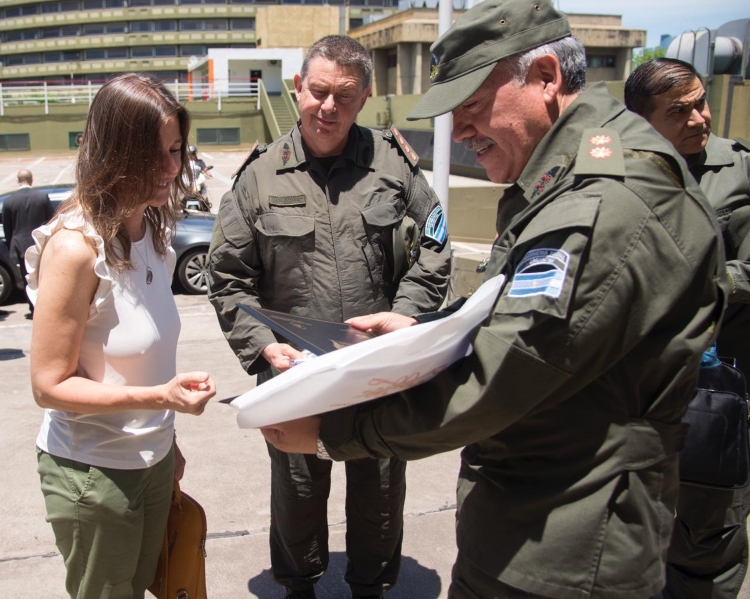
Sabina Frédéric en visite au quartier général de la gendarmerie nationale à Buenos Aires en décembre 2019.

Le 6 décembre 2019, le président élu Alberto Fernández annonce son intention de nommer Sabina Frédéric ministre de la Sécurité. Succédant à Patricia Bullrich, Sabina Frederic se positionne comme une farouche opposante aux politiques de sécurité de sa prédécesseur. Elle prend ses fonctions aux côtés du reste du cabinet d'Alebrto Fernández le 10 décembre 2019.
Le 24 décembre, elle publie la résolution 1231/19, qui annule de nombreuses décisions politiques de Patricia Bullrich au sein du ministère; elle annule les protocoles précédents sur l'utilisation des armes à feu par les forces de sécurité, et mandate la création d'un protocole sur l'utilisation des pistolets Taser; en outre, la résolution annule le programme de surveillance des contrevenants du système ferroviaire et le protocole 1149, qui "permettait aux forces de sécurité de porter atteinte aux droits des citoyens LGBT",,.
Sur le plan politique, Sabina Frederic exprime son soutien à la dépénalisation de la marijuana à usage personnel.
En avril 2020, Sabina Frédéric déclare que le ministère poursuivrait la politique de cybersurveillance de sa prédécesseur pour mesurer "l'humour social"; ces déclarations sont largement critiquées par les organisations sociales et l'opposition,,.
À la suite des mauvais résultats du gouvernement lors des élections législatives de 2021, Sabina Frédéric est remplacée par Aníbal Fernández dans le cadre d'un remaniement ministériel,.

## Publications
Sabina Frédéric est auteure ou co-auteure de certains des livres et publications suivants :
- Federalismo y descentralización en grandes ciudades, Prometeo Libros, 2004 (ISBN 978-950-9217-72-0) (co-écrit avec Marcelo Escolar et Gustavo Badía)
- Buenos vecinos, malos políticos, Prometeo Libros, 2004 (ISBN 978-950-9217-83-6)
- Los usos de la fuerza pública, Universidad Nacional de General Sarmiento, 2008 (ISBN 978-987-630-033-9)
- Las trampas del pasado, Fondo de Cultura Económica, 2013 (ISBN 978-950-557-992-1)
- Fuerzas Armadas en democracia. Percepciones de los militares argentinos sobre su reconocimiento, Prohistoria Ediciones, 2015 (ISBN 978-987-3864-05-6) (co-écrit avec Laura Masson et Germán Soprano)
- Cultura y política en etnografías sobre la Argentina, Universidad Nacional de Quilmes, 2017 (ISBN 978-987-558-494-5) (co-écrit avec Germán Soprano, Beatriz Ocampo et Carlos Kuz)